# Fredrik Ulrik Wrangel
För andra betydelser, se Fredrik Ulrik Wrangel (olika betydelser).
Fredrik Ulrik Wrangel af Sauss, född 3 oktober 1853 på Salsta slott, Tensta socken i Uppsala län, död 14 augusti 1929 i Versailles, Frankrike, var en svensk greve, hovman, personhistoriker, lokalhistoriker, skriftställare och tecknare.

## Biografi
Han var son till ryttmästaren, greve Fredrik Ulrik Wrangel af Sauss och friherrinnan Ulrika Ebba Vilhelmina Sprengtporten och från 1888 gift med Maria Asplund samt bror till Anton Magnus Herman Wrangel. Hans morfar var Jakob Vilhelm Sprengtporten och hans farfars far var amiralsgeneralen Anton Johan Wrangel. Han var även kusin till Hjalmar Mörner.
Wrangel studerade 1876–1877 måleri vid akademien i Düsseldorf, 1878–1880 i Venedig och München samt 1880 åter i Düsseldorf och 1881–1882 i Florens. Efter några års vistelse i Frankrike under 1880-talet återvände han till Sverige och bosatte sig i Stockholm där han knöts till det svenska hovet. I samband med återflytten till Sverige upphörde han dock med måleriet. Hans konst består mest av akvareller och tecknade gubbar. Wrangel är representerad vid Uppsala universitetsbibliotek med ett par självporträtt daterade 1904. Det var i stället som genealog, biograf och Stockholmsk lokalhistoriker han gjorde sig känd, speciellt för sina noggranna källforskningar. Hans mest kända verk är Svenska adelns ättartaflor ifrån 1857 (1894–1899), som han redigerade tillsammans med kapten Otto Bergström.
1891–1897 redigerade han Svenska autografsällskapets tidskrift och 1898–1903 dess efterföljare, Personhistorisk tidskrift. Han var 1895–1898 redaktör för tidskriften Vintergatan. Han redigerade volym I. Kungliga familjen av Svenskt porträttgalleri (1895).
Wrangel gjorde 1888 en studieresa till Pau, för att forska i ätten Bernadottes historia och Karl XIV Johans ungdom. Han utnämndes 1897 till kammarherre vid svenska hovet och blev året efter protokollssekreterare i riksmarskalksämbetet och hovexpeditionen. En period var han introduktör för främmande sändebud. 
1901 blev han kammarherre hos drottningen. Vid drottning Sofias resa till franska Rivieran 1906 kom för Wrangels "hans livs olycka" i det att han, genom sin "sangvinism och oförmåga av ekonomisk och annan framtidsberäkning för egen del" (Hildebrand), vid enskilda casino-besök i Monte Carlo spelade bort den kungliga reskassan. När detta vid hemkomsten uppdagades avskedades Wrangel från samtliga uppdrag vid hovet och annorstädes. Han gick omedelbart i landsflykt och for till Amerika och från 1908 i Paris, där han under enkla förhållanden var verksam som fri skriftställare, till en början under pseudonymerna Daisy och W. Legran (ett anagram av hans efternamn). Han kom under sina Parisår att spela en framträdande roll i de svenska konstnärskretsarna Först 1927 gjorde han ett kort besök i Sverige.
Han blev 1889 ledamot av Samfundet för utgivande av handskrifter rörande Skandinaviens historia, 1893 styrelseledamot i Sveriges författareförening, ordförande i Sanct Erik.